# Light Oak
Light Oak – jednostka osadnicza w Stanach Zjednoczonych, w stanie Karolina Północna, w hrabstwie Cleveland.